# Iowa Corn Indy 250 de 2010
O Iowa Corn Indy 250 de 2010 foi a oitava corrida da temporada de 2010 da IndyCar Series. A corrida foi disputada no dia 20 de junho no Iowa Speedway, localizado na cidade de Newton, Iowa. O vencedor foi o brasileiro Tony Kanaan, da equipe Andretti Autosport.

## Pilotos e Equipes
No total 26 carros foram inscritos para corrida.
| Nº | Piloto                  | Equipe                     | Chassis | Motor | Pneu |
| -- | ----------------------- | -------------------------- | ------- | ----- | ---- |
| 2  | Raphael Matos           | de Ferran Dragon Racing    | Dallara | Honda | F    |
| 3  | Hélio Castroneves       | Team Penske                | Dallara | Honda | F    |
| 4  | Dan Wheldon             | Panther Racing             | Dallara | Honda | F    |
| 5  | Takuma Sato (R)         | KV Racing Technology       | Dallara | Honda | F    |
| 6  | Ryan Briscoe            | Team Penske                | Dallara | Honda | F    |
| 7  | Danica Patrick          | Andretti Autosport         | Dallara | Honda | F    |
| 8  | E. J. Viso              | KV Racing Technology       | Dallara | Honda | F    |
| 9  | Scott Dixon             | Chip Ganassi Racing        | Dallara | Honda | F    |
| 10 | Dario Franchitti        | Chip Ganassi Racing        | Dallara | Honda | F    |
| 11 | Tony Kanaan             | Andretti Autosport         | Dallara | Honda | F    |
| 12 | Will Power              | Team Penske                | Dallara | Honda | F    |
| 14 | Vitor Meira             | A. J. Foyt Enterprises     | Dallara | Honda | F    |
| 18 | Milka Duno              | Dale Coyne Racing          | Dallara | Honda | F    |
| 19 | Alex Lloyd (R)          | Dale Coyne Racing          | Dallara | Honda | F    |
| 22 | Justin Wilson           | Dreyer & Reinbold Racing   | Dallara | Honda | F    |
| 24 | Graham Rahal            | Dreyer & Reinbold Racing   | Dallara | Honda | F    |
| 26 | Marco Andretti          | Andretti Autosport         | Dallara | Honda | F    |
| 32 | Mario Moraes            | KV Racing Technology       | Dallara | Honda | F    |
| 34 | Mario Romancini (R)     | Conquest Racing            | Dallara | Honda | F    |
| 36 | Bertrand Baguette (R)   | Conquest Racing            | Dallara | Honda | F    |
| 37 | Ryan Hunter-Reay        | Andretti Autosport         | Dallara | Honda | F    |
| 66 | Jay Howard (R)          | Sarah Fisher Racing        | Dallara | Honda | F    |
| 67 | Sarah Fisher            | Sarah Fisher Racing        | Dallara | Honda | F    |
| 77 | Alex Tagliani           | FAZZT Race Team            | Dallara | Honda | F    |
| 78 | Simona de Silvestro (R) | HVM Racing                 | Dallara | Honda | F    |
| 06 | Hideki Mutoh            | Newman/Haas/Lanigan Racing | Dallara | Honda | F    |

- (R) - Rookie

## Resultados

### Treino classificatório
| Pos. | Nº | Piloto                  | Equipe                   | Volta 1 | Volta 2 | Volta 3 | Volta 4 | Tempo total |
| ---- | -- | ----------------------- | ------------------------ | ------- | ------- | ------- | ------- | ----------- |
| 1    | 12 | Will Power              | Team Penske              | 17.7742 | 17.7316 | 17.7249 | 17.7618 | 1:10.9925   |
| 2    | 9  | Scott Dixon             | Chip Ganassi Racing      | 17.7619 | 17.7632 | 17.7386 | 17.7308 | 1:10.9945   |
| 3    | 26 | Marco Andretti          | Andretti Autosport       | 17.7851 | 17.8050 | 17.7894 | 17.7435 | 1:11.1230   |
| 4    | 3  | Hélio Castroneves       | Team Penske              | 17.8620 | 17.7794 | 17.7589 | 17.7703 | 1:11.1706   |
| 5    | 10 | Dario Franchitti        | Chip Ganassi Racing      | 17.8365 | 17.7961 | 17.7839 | 17.7640 | 1:11.1805   |
| 6    | 77 | Alex Tagliani           | FAZZT Race Team          | 17.8957 | 17.7484 | 17.7714 | 17.7680 | 1:11.1835   |
| 7    | 5  | Takuma Sato (R)         | KV Racing Technology     | 17.8595 | 17.8067 | 17.7803 | 17.8076 | 1:11.2541   |
| 8    | 6  | Ryan Briscoe            | Team Penske              | 17.8577 | 17.8136 | 17.7928 | 17.7900 | 1:11.2541   |
| 9    | 7  | Danica Patrick          | Andretti Autosport       | 18.0095 | 17.9042 | 17.8215 | 17.7511 | 1:11.4863   |
| 10   | 4  | Dan Wheldon             | Panther Racing           | 17.9445 | 17.8764 | 17.8696 | 17.8686 | 1:11.5591   |
| 11   | 22 | Justin Wilson           | Dreyer & Reinbold Racing | 17.9749 | 17.8577 | 17.8596 | 17.8774 | 1:11.5696   |
| 12   | 37 | Ryan Hunter-Reay        | Andretti Autosport       | 17.9574 | 17.9304 | 17.9041 | 17.8612 | 1:11.6531   |
| 13   | 14 | Vitor Meira             | A. J. Foyt Enterprises   | 17.9859 | 17.9016 | 17.8925 | 17.8933 | 1:11.6733   |
| 14   | 19 | Alex Lloyd (R)          | Dale Coyne Racing        | 18.0464 | 17.9505 | 17.8912 | 17.8846 | 1:11.7727   |
| 15   | 11 | Tony Kanaan             | Andretti Autosport       | 18.0535 | 17.9584 | 17.9465 | 17.9174 | 1:11.8758   |
| 16   | 32 | Mario Moraes            | KV Racing Technology     | 18.0525 | 17.9708 | 17.9594 | 17.9473 | 1:11.9300   |
| 17   | 24 | Graham Rahal            | Dreyer & Reinbold Racing | 18.1950 | 18.0722 | 17.9887 | 17.9413 | 1:12.1972   |
| 18   | 67 | Sarah Fisher            | Sarah Fisher Racing      | 18.1639 | 18.0141 | 18.0362 | 18.0343 | 1:12.2485   |
| 19   | 8  | E. J. Viso              | KV Racing Technology     | 18.1564 | 18.0339 | 18.0692 | 18.0272 | 1:12.2867   |
| 20   | 78 | Simona de Silvestro (R) | HVM Racing               | 18.1887 | 18.0920 | 18.0440 | 18.0318 | 1:12.3565   |
| 21   | 2  | Raphael Matos           | De Ferran Dragon Racing  | 18.3031 | 18.0642 | 18.0223 | 17.9982 | 1:12.3878   |
| 22   | 36 | Bertrand Baguette (R)   | Conquest Racing          | 18.2643 | 18.1601 | 18.1084 | 18.1075 | 1:12.6403   |
| 23   | 34 | Mario Romancini (R)     | Conquest Racing          | 18.2839 | 18.3804 | 18.1272 | 18.1732 | 1:12.9647   |
| 24   | 06 | Hideki Mutoh            | Newman/Haas Racing       | 18.6807 | 18.4339 | 18.5388 | 18.5595 | 1:14.2129   |
| 25   | 18 | Milka Duno              | Dale Coyne Racing        |         |         |         |         | sem tempo   |

- (R) - Rookie

### Corrida
| Pos                        | Nº | Piloto                  | Equipe                   | Voltas | Tempo        | Largada | Voltas na Liderança | Pontos |
| -------------------------- | -- | ----------------------- | ------------------------ | ------ | ------------ | ------- | ------------------- | ------ |
| 1                          | 11 | Tony Kanaan             | Andretti Autosport       | 250    | 1:42:12.4036 | 15      | 62                  | 50     |
| 2                          | 3  | Hélio Castroneves       | Team Penske              | 250    | +4.2030      | 4       | 43                  | 40     |
| 3                          | 8  | E. J. Viso              | KV Racing Technology     | 250    | +5.2538      | 19      | 0                   | 35     |
| 4                          | 6  | Ryan Briscoe            | Team Penske              | 250    | +9.0536      | 8       | 0                   | 32     |
| 5                          | 12 | Will Power              | Team Penske              | 250    | +9.5902      | 1       | 32                  | 31     |
| 6                          | 9  | Scott Dixon             | Chip Ganassi Racing      | 250    | +15.2683     | 2       | 21                  | 28     |
| 7                          | 14 | Vitor Meira             | A. J. Foyt Enterprises   | 250    | +16.8703     | 13      | 0                   | 26     |
| 8                          | 37 | Ryan Hunter-Reay        | Andretti Autosport       | 249    | +1 volta     | 9       | 0                   | 24     |
| 9                          | 24 | Graham Rahal            | Dreyer & Reinbold Racing | 249    | +1 volta     | 17      | 11                  | 22     |
| 10                         | 7  | Danica Patrick          | Andretti Autosport       | 249    | +1 volta     | 9       | 0                   | 20     |
| 11                         | 4  | Dan Wheldon             | Panther Racing           | 249    | +1 volta     | 10      | 0                   | 19     |
| 12                         | 77 | Alex Tagliani           | FAZZT Race Team          | 248    | +2 voltas    | 14      | 0                   | 18     |
| 13                         | 19 | Alex Lloyd (R)          | Dale Coyne Racing        | 248    | +2 voltas    | 14      | 0                   | 17     |
| 14                         | 2  | Raphael Matos           | De Ferran Dragon Racing  | 247    | +3 voltas    | 21      | 0                   | 16     |
| 15                         | 26 | Marco Andretti          | Andretti Autosport       | 244    | +6 voltas    | 3       | 12                  | 15     |
| 16                         | 34 | Mario Romancini (R)     | Conquest Racing          | 244    | +6 voltas    | 23      | 0                   | 14     |
| 17                         | 36 | Bertrand Baguette (R)   | Conquest Racing          | 237    | +13 voltas   | 22      | 0                   | 13     |
| 18                         | 10 | Dario Franchitti        | Chip Ganassi Racing      | 212    | +38 voltas   | 5       | 69                  | 14     |
| 19                         | 5  | Takuma Sato (R)         | KV Racing Technology     | 177    | Abandonou    | 7       | 0                   | 12     |
| 20                         | 06 | Hideki Mutoh            | Newman/Haas Racing       | 131    | Abandonou    | 24      | 0                   | 12     |
| 21                         | 78 | Simona de Silvestro (R) | HVM Racing               | 128    | Abandonou    | 20      | 0                   | 12     |
| 22                         | 67 | Sarah Fisher            | Sarah Fisher Racing      | 92     | Abandonou    | 18      | 0                   | 12     |
| 23                         | 18 | Milka Duno              | Dale Coyne Racing        | 31     | Abandonou    | 25      | 0                   | 12     |
| 24                         | 22 | Justin Wilson           | Dreyer & Reinbold Racing | 0      | Abandonou    | 11      | 0                   | 12     |
| 25                         | 32 | Mario Moraes            | KV Racing Technology     | 0      | Abandonou    | 16      | 0                   | 10     |
| Relatório[ligação inativa] |    |                         |                          |        |              |         |                     |        |

- (R) - Rookie

## Tabela do campeonato após a corrida
Observe que somente as dez primeiras posições estão incluídas na tabela.
| Pos | Var     | Piloto            | Pontos |
| --- | ------- | ----------------- | ------ |
| 1   | Aumento | Will Power        | 274    |
| 2   | Aumento | Scott Dixon       | 263    |
| 3   | Baixa   | Dario Franchitti  | 260    |
| 4   | Estável | Hélio Castroneves | 251    |
| 5   | Estável | Ryan Briscoe      | 240    |

| Pos | Var     | Piloto           | Pontos |
| --- | ------- | ---------------- | ------ |
| 6   | Aumento | Tony Kanaan      | 229    |
| 7   | Baixa   | Ryan Hunter-Reay | 225    |
| 8   | Estável | Justin Wilson    | 191    |
| 9   | Estável | Marco Andretti   | 184    |
| 10  | Estável | Dan Wheldon      | 183    |